# The Last Lear
The Last Lear ist ein englischsprachiger indischer Spielfilm von  Rituparno Ghosh aus dem Jahr 2007. Die Handlung hat Parallelen zum Drama König Lear.

## Handlung
Die Schauspielerin Shabnam ist zutiefst betrübt, dass der legendäre Bühnenschauspieler Harish "Harry" Mishra schwer krank ist, seitdem er im Film "The Mask" des jungen Regisseurs Siddhart aufgetreten ist. Als sie während der Diwali-Nacht zu seinen Haus fährt und mit seiner Assistentin Vandana und seiner Krankenschwester Ivy eine längere Unterhaltung führt, erzählt der Film in Rückblenden die Dreharbeiten von "The Mask". Shabnam erinnert sich, wie Harry sie aufmunterte, da sie sich in einer schlechten Beziehung befindet.